# Liste der Schweizer Eisenbahngrenzübergänge
Diese Liste der Schweizer Eisenbahngrenzübergänge führt alle grenzüberschreitenden Bahnstrecken in der Schweiz auf.

## Schweiz –Liechtenstein
1. Buchs – Schaan – Vaduz

## Schweiz –Österreich
1. Kriessern – Mäder: Übergang der  Bahn der Rheinregulierung (Alpenrhein) IRR (750 mm)
2. Widnau – Lustenau: Übergang der  Bahn der Rheinregulierung (Alpenrhein) IRR (750 mm)
3. St. Margrethen – Lustenau
4. Eisenbahntrajekt Romanshorn – Bregenz, stillgelegt

## Schweiz–Deutschland
1. Eisenbahntrajekt Romanshorn – Lindau, stillgelegt
2. Eisenbahntrajekt Romanshorn – Friedrichshafen, Fährlinie Friedrichshafen–Romanshorn, stillgelegt
3. Kreuzlingen – Konstanz und Kreuzlingen Hafen – Konstanz, Seelinie
4. Ramsen – Rielasingen, Bahnstrecke Etzwilen–Singen, nur Museumsbahnbetrieb
5. Thayngen – Bietingen, Hochrheinbahn
6. Trasadingen – Erzingen, Hochrheinbahn
7. Neuhausen am Rheinfall – Altenburg (Jestetten) – Rheinau, Bahnstrecke Eglisau–Neuhausen
8. Rafz – Lottstetten, Bahnstrecke Eglisau–Neuhausen
9. Koblenz – Waldshut, Bahnstrecke Turgi–Koblenz–Waldshut
10. Basel – Grenzach, Hochrheinbahn
11. Riehen – Stetten – Lörrach, Wiesentalbahn
12. Basel – Weil am Rhein, Bahnstrecke Mannheim–Basel
13. Basel – Weil am Rhein, Tram der Basler Verkehrsbetriebe

## Schweiz –Frankreich
1. Basel-Sankt Johann – Saint-Louis
2. Basel-Sankt Johan (Burgfelden) – Saint-Louis (Bourgfelden), Tram der Basler Verkehrsbetriebe
3. Flüh – Leymen, Bahnstrecke Basel–Rodersdorf
4. Rodersdorf – Leymen, Bahnstrecke Basel–Rodersdorf
5. Bonfol – Pfetterhouse, stillgelegt
6. Boncourt – Delle, Bahnstrecke Delémont–Delle
7. Le Locle – Col des Roches – Morteau
8. Les Verrières – Pontarlier
9. Vallorbe – Les Hôpitaux-Neufs – Jougne, stillgelegt
10. Vallorbe – Labergement-Sainte-Marie
11. La Cure – La Cure France, stillgelegt
12. Crassier – Divonne-les-Bains, Bahnstrecke Collonges-Fort-l’Écluse–Divonne-les-Bains, stillgelegt
13. Genf, Place des Nations – Ferney-Voltaire, Transports publics genevois (CGTE), stillgelegt
14. La Plaine – Pougny
15. Perly – Saint-Julien-en-Genevois (CGTE), stillgelegt
16. Croix-de-Rozon – Collonges-sous-Salève (CGTE), stillgelegt
17. Veyrier – Monnetier Eglise (CGTE), stillgelegt
18. Genf, Moillesulaz – Annemasse (CGTE), stillgelegt
19. Genf – Eaux-Vives – Annemasse, Chemin de fer de l’État de Genève
20. Genf, Vesenaz – Veigy (CGTE), stillgelegt
21. Saint-Gingolph VS (Schweiz) – Saint-Gingolph, Bahnstrecke Léaz–Saint-Gingolph/Bahnstrecke Saint-Gingolph–Saint-Maurice, stillgelegt
22. Le Châtelard VS Frontiere – Vallorcine

## Schweiz –Italien
1. Brig – Iselle di Trasquera, Simplontunnel
2. Camedo – Ribellasca, Centovallibahn
3. Pino-Tronzano – Maccagno, Bahnstrecke Cadenazzo–Luino
4. Stabio – Cantello-Gaggiolo, Bahnstrecke Mendrisio–Varese
5. Stabio – Valmorea – Rodero, stillgelegt
6. Chiasso – Como
7. Campocologno – Tirano, Berninabahn